# 蒙提霍爾問題

蒙提霍爾問題圖解

蒙提霍爾問題（英文：Monty Hall problem），亦稱為蒙特霍問題、山羊問題或三門問題，是一個源自博弈論的數學遊戲問題，參賽者會看見三扇門，其中一扇門的裏面有一輛汽車，選中裏面是汽車的那扇門，就可以贏得該輛汽車，另外兩扇門裏面則都是一隻山羊。當參賽者選定了一扇門，主持人會開啟另一扇是山羊的門；並問：「要不要換一扇門？」依照瑪麗蓮·沃斯·莎凡特的見解，參賽者應該換，換門的話，贏得汽車的機率是2/3。這問題亦被叫做蒙提霍爾悖論：因為該問題的答案雖在邏輯上並無矛盾，但十分違反直覺。(違反直覺的原因源於參賽者以自身角度看待機率，而忽略了主持人的有意篩選）
蒙提霍爾問題得名於主持人蒙蒂·霍爾，他主持美國的電視遊戲節目《Let's Make a Deal》時，會有這樣的遊戲，他也確實會先開啟另一扇是山羊的門，來吸引觀眾眼球；但他不會允許參賽者換門。蒙提霍爾問題首次出現，可能是在1889年約瑟夫·貝特朗所著的Calcul des probabilités一書中。在這本書中，這條問題被稱為“貝特朗箱子悖論”（Bertrand's Box Paradox）。另一種形式則是三囚問題（Three prisoners problem），原理是一模一樣的，1959年出現在马丁·加德纳的《數學遊戲》專欄中，其後被改編成各種語言的版本。

Monty tree door1.svg

## 問題與解答

### 問題
以下是蒙提霍爾問題的一個著名的敘述，來自Craig F. Whitaker於1990年寄給《展示雜誌》（Parade Magazine）瑪麗蓮·沃斯·莎凡特（Marilyn vos Savant）專欄的信件：
假設你正在參加一個遊戲節目，你被要求在三扇門中選擇一扇：其中一扇後面有一輛車；其餘兩扇後面則是山羊。你選擇了一道門，假設是一號門，然後知道所有門後面有什麼的主持人，開啟了另两扇中 其中一扇後面有山羊的門，假設是三號門。他然後問你：「你想選擇二號門嗎？」轉換你的選擇對你來說是一種優勢嗎？
以上敘述是對Steve Selvin於1975年2月寄給American Statistician雜誌的敘述的改編版本。如上文所述，蒙提霍爾問題是遊戲節目環節的一個引申；蒙提·霍爾在節目中的確會開啟一扇錯誤的門，以增加刺激感，但不會容許玩者更改他們的選擇。如蒙提·霍爾寄給Selvin的信中所寫：
如果你上過我的節目的話，你會覺得遊戲很快—選定以後就沒有交換的機會。
—（letsmakeadeal.com） （页面存档备份，存于）
Selvin在隨後寄給American Statistician的信件中（1975年8月）首次使用了“蒙提霍爾問題”這個名稱。

Mueser和Granberg透過在主持人的行為身上加上明確的限制條件，提出了對這個問題的一種不含糊的陳述：
- 參賽者在三扇門中挑選一扇。他並不知道內裏有甚麼。
- 主持人知道每扇門後面有什麼。
- 主持人必須開啓剩下的其中一扇門，並且必須提供換門的機會。
- 主持人永遠都會挑一扇有山羊的門。
  - 如果參賽者挑了一扇有山羊的門，主持人必須挑另一扇有山羊的門。
  - 如果參賽者挑了一扇有汽車的門，主持人隨機（概率均勻分佈）在另外兩扇門中挑一扇有山羊的門。
- 參賽者會被問是否保持他的原來選擇，還是轉而選擇剩下的那一道門。

轉換選擇可以增加參賽者的機會嗎？

### 解答
瑪麗蓮·沃斯·莎凡特在1980年代中期因躋身《吉尼斯世界纪录》中的智商紀錄保持人而成名（結果為185）。當時她的答覆在《大觀雜誌》刊出之後引起舉世關注。她的解答徹底違反直覺，並引起眾多數學家的質疑。但隨後的闡釋讓質疑者顏面無光。顯然，莎凡特的答案是正确的-當參賽者轉向另一扇門而不是繼續維持原先的選擇時，贏得汽車的機會將會加倍。 
| 1.                  |                            | \| 主持人挑出 任一只羊 \| | \| 主持人挑出 任一只羊 \| |
|                     | 参赛者选择汽车 （1/3概率） |                           | 转换后失败                |
| 2.                  |                            | 主持人必须 挑出B羊        |                           |
|                     | 参赛者选择A羊 （1/3概率）  |                           | 转换后获胜                |
| 3.                  |                            | 主持人必须 挑出A羊        |                           |
|                     | 参赛者选择B羊 （1/3概率）  |                           | 转换后获胜                |
| 主持人挑出 任一只羊 |                            |                           |                           |

| 主持人挑出 任一只羊 |

有三種可能的情況，全部都有相等的可能性（1/3）： 
- 參賽者挑汽車，主持人挑兩頭羊的任何一頭。轉換將失敗。
- 參賽者挑A羊，主持人挑B羊。轉換將贏得汽車。
- 參賽者挑B羊，主持人挑A羊。轉換將贏得汽車。

问题是：关于第一种可能性的表述可以分成两种可能吗？
- 參賽者挑汽車，主持人挑A羊。轉換將失敗。
- 參賽者挑汽車，主持人挑B羊。轉換將失敗。

在後兩種情況，參賽者可以透過轉換選擇而贏得汽車。第一種情況是唯一一種參賽者透過保持原來選擇而贏的情況。因為三種情況中有兩種是透過轉換選擇而贏的，所以透過轉換選擇而贏的概率是2/3。 
如果沒有最初選擇，或者如果主持人隨便打開一扇門（可能主持人會直接開到汽車門，導致遊戲結束），又或者如果主持人只會在參賽者作出特定選擇某一門時才會問是否轉換選擇的話，問題都將會變得不一樣。例如，如果主持人先從兩隻山羊中剔除其中一隻，然後才叫參賽者作出選擇的話，選中的機會將會是1/2。
还可以用逆向思维的方式来理解这个选择(以主持人的角度來思考)。无论参赛者开始的选择如何，在被主持人问到是否更换时都选择更换。如果参赛者先选中山羊，换之后百分之百赢；如果参赛者先选中汽车，换之后百分之百输。而选中山羊的概率是2/3，选中汽车的概率是1/3。所以不管怎样都换，相对最初的赢得汽车仅为1/3的机率来说，转换选择可以增加赢的机会。
一些更簡潔的解法：（1）你最初選羊的機率是2/3，而主持人選羊以後，你轉換後選羊的機率就是你最初選車的機率，1/3。（2）你最初選車的機率是1/3，而主持人選羊以後，你轉換後選車的機率就是你最初選羊的機率，2/3。（3）你最初選車的機率為1/3，車在另外兩個門後的機率為2/3，主持人選羊以後，車在最後那張門後的機率還是原來兩張門後有車的機率，2/3。 
三门问题是多门问题之中最难的情况。如果把三门变成一千個门，你選了1號門，然後主持人打開了除了你選的1號和987號之外的998扇門，你一定會改變你的選擇的，因為改選987號門選中的概率是不改選擇的999倍，這比較好理解，改變選擇會提高成功的概率。

## 同類型問題：三囚問題
一個國家的大理寺詔獄中有甲、乙、丙三個政治犯死囚，新任皇帝決定在親政之日特赦其中一位囚犯作為慶祝；但要在同日將另兩位斬首，以正國法。皇帝抽籤選出那位幸運的囚犯之後，簽署了特赦令，告訴大理正卿，哪兩位囚犯將要被處決，哪一位囚犯將要被赦免。但皇帝特別要求正卿，不可讓死囚知曉自己即將被處死或被特赦，以免影響囚情。甲聽聞了皇帝即將赦免三人中的一人，趕緊私下向正卿詢問自己未來的情況，正卿卻答：「奉上諭，我不能讓你知道，你會被赦免或者處決。所以我只告訴你，另外兩人之中，其中一人會遭處決。」甲聽後非常高興，認為現在只有自己跟乙或丙其中一人可能會被赦免，所以自己有五成的機會被赦免，甲高興地一五一十地告訴了大理評事，評事卻說：「不對，你只有三分之一的機會。」究竟何者為真呢？

### 解答
「三門問題」其實跟「三囚問題」道理是一樣的。「三個死囚」就是「三扇門」，「特赦令」就是「車」，「被斬首」就是「羊」。「囚犯甲」就是「第一扇門」。「大理正卿說另外兩人之中，其中一人會被斬首」就是「主持人打開了另外一扇門，門裏是羊」。但是三門問題多了個轉換的機制，這就是三門問題裡讓人感到不直觀的部分。
三門問題中「你最初選到車的機率是1/3，是A組；另外兩道門則是B組。接著主持人在B組中，選了羊以後，車屬於B組的機率還是2/3，所以第三道門的機率還是1/3 (第二扇門和第三扇門在B組中一半的機率後面是車，機率是2/3*1/2=1/3)。但是因為有了轉換的機制，所以不轉換而得到車的話，就要最初就選到A組，機率是1/3；如果有轉換而得到車的話，選到B組和C組都可以，因為都會轉換成A組，機率是2/3。」

三囚問題「甲最初拿到特赦令的機率是1/3，是A組；乙和丙則是B組。接著大理正卿表示在B組中有個人會被斬首，特赦令屬於B組的機率還是2/3，乙和丙被赦免的機率還是1/3 (乙或丙在B組中有一半的機率會得到特赦令，機率是2/3*1/2=1/3)，所以甲被赦免的機率並沒有改變。」
另外，如果主持人在參賽者做決定前就說哪扇門後面是羊，那接下來選到車子的機率就是1/2，這也就不是三門問題了；如果大理正卿明確說是乙要被處決，那甲和丙或得特赦令的機會就真的是1/2了，這就不是三囚問題了。屬不屬於三囚或三門問題的關鍵，就在於沒有打破另外兩個選項的不確定狀態(乙或丙本來就至少會一個會被處死、另外兩扇門本來至少就會有一扇後面是羊)。

### 註腳
1. ↑  歐畢高《經典數學遊戲解密》世一出版社

### 文獻
- Bapeswara Rao, V. V. and Rao, M. Bhaskara (1992). "A three-door game show and some of its variants". The Mathematical Scientist 17, no. 2, pp. 89–94
- Bohl, Alan H.; Liberatore, Matthew J.; and Nydick, Robert L. (1995). "A Tale of Two Goats ... and a Car, or The Importance of Assumptions in Problem Solutions". Journal of Recreational Mathematics 1995, pp. 1–9.
- Gardner, Martin (1959). "Mathematical Games" column, Scientific American, October 1959, pp. 180–182.
- Mueser, Peter R. and Granberg, Donald (1999), "The Monty Hall Dilemma Revisited: Understanding the Interaction of Problem Definition and Decision Making" (University of Missouri Working Paper 99-06). http://econwpa.wustl.edu:80/eps/exp/papers/9906/9906001.html （页面存档备份，存于） (retrieved July 5, 2005).
- Nahin, Paul J. Duelling idiots and other probability puzzlers. Princeton University Press, Princeton, NJ: 2000 (ISBN 0-691-00979-1); pp. 192-193.
- Selvin, Steve (1975a). "A problem in probability" (letter to the editor). American Statistician 29(1):67 (February 1975).
- Selvin, Steve (1975b). "On the Monty Hall problem" (letter to the editor). American Statistician 29(3):134 (August 1975).
- Tierney, John (1991). "Behind Monty Hall's Doors: Puzzle, Debate and Answer?", The New York Times July 21, 1991, Sunday, Section 1; Part 1; Page 1; Column 5
- vos Savant, Marilyn (1990). "Ask Marilyn" column, Parade Magazine p. 12 (Feb. 17, 1990). [cited in Bohl et al., 1995]
- Tijms, Henk (2004), Understanding Probability, Chance Rules in Everyday Life , Cambridge University Press, New York, pp. 213-215.

## 外部連結
- 中文網站
  - Monty Hall猜獎遊戲 （解釋與模擬）
  - YouTube中文影片解釋蒙特霍爾問題 (影片解釋)
- 英文網站
  - THE MONTY HALL PROBLEM （页面存档备份，存于） （letsmakeadeal.com;引用了Monty's給Steve Selvin信件的全文）
  - Monty Hall Paradox (let's make a deal) （页面存档备份，存于） （參考書目）
  - Monty Hall Dilemma （页面存档备份，存于） （模擬、討論及一般化）
  - Grand Illusions （解釋與模擬）